# Unser Pauker
Unser Pauker (mit dem Untertitel „Alltagsgeschichten einer Berliner Familie“) ist eine 20-teilige Unterhaltungsserie, die ab September 1965 erstmals im Abendprogramm des ZDF ausgestrahlt wurde.

## Inhalt
Familie Schulz besteht aus Vater Ulrich, dem titelgebenden Pauker und Hobby-Funker, seiner Frau Ruth sowie den erwachsenen Kindern Christian, einem Musikstudenten, der sich als Taxifahrer sein Studium verdient, Tochter Susanne und dem 12-jährigen Nesthäkchen Ricky, der ausgerechnet seinen Vater als Klassenlehrer hat. Wie bereits der Untertitel „Alltagsgeschichten einer Berliner Familie“ andeutet, drehen sich die einzelnen Folgen nicht ausschließlich um das Thema Schule, sondern handeln überwiegend von Begebenheiten aus dem Alltag. In diese werden auch immer wieder die Bewohner des Hauses einbezogen, unter ihnen das Ehepaar Janitz, das unten im Haus eine Gastwirtschaft betreibt, und der Pensionär Ziermann, bei dem Frau Puhlke mehrmals in der Woche zum Putzen kommt.
Das Haus, in das Schulzens in der ersten Folge ziehen, liegt in der fiktiven Gartenpromenade 24 im Berliner Ortsteil Tempelhof.

## Sonstiges
Unter den Darstellern der Schüler befanden sich unter anderem Hansi Jochmann, die bereits seit 1960 Erfahrungen vor der Kamera hatte, und Hans Joachim Bohm, der 1967 die Titelrolle in der Jugendserie Till, der Junge von nebenan spielte. Der Schauspieler und Regisseur Lutz Hochstraate arbeitete in den ersten zehn Folgen als Regieassistent.
Die Nebenrollen konnten mit vielen prominenten Berliner Schauspielern besetzt werden. Agnes Windeck, Walter Gross und Bruno Fritz waren ab 1948 gemeinsam in Günter Neumanns Kabarett Die Insulaner aufgetreten.
Autor Detlef Müller begann mit dieser Serie seine Karriere beim Fernsehen und schrieb in späteren Jahren insbesondere Drehbücher für Krimireihen wie Der Alte, Ein Fall für zwei oder den Tatort.
Jede Folge dieser in Schwarz-Weiß gedrehten Produktion hatte eine Länge von knapp 30 Minuten. Sendetag war zunächst der Dienstag, mit Beginn des Jahres 1966 (ab Folge 9) erfolgte die Ausstrahlung mittwochs, jeweils ab 20 Uhr. Die Serie ist auf DVD erhältlich, aber auch im Internet abrufbar. Wiederholungen der Serie oder einzelner Folgen konnten nicht ermittelt werden.

## Episodenliste
| Nr. (gesamt) | Episodentitel     | Regie        | Drehbuch      | Erstausstrahlung   | Erstausstrahlung |
| Nr. (gesamt) | Episodentitel     | Regie        | Drehbuch      | ZDF                |                  |
| --- | ----------------- | ------------ | ------------- | ------------------ | ---------------- |
| 1 | Der Umzug         | Otto Meyer   | Detlef Müller | 21. September 1965 |                  |
| Argwöhnisch von Herrn Ziermann beobachtet, zieht Familie Schulz in das Haus Gartenpromenade 24 ein. Willi, der Tukan von Ricky, entfliegt dabei durch die geöffnete Käfigtür, was Onkel Arno, Tierpfleger im Zoologischen Garten, veranlasst, die Feuerwehr zu rufen. Doch Ricky hat seine eigene Methode, den Vogel wieder einzufangen. Episodendarsteller (Auswahl): Ruth Nimbach (als Fräulein Haase) |                   |              |               |                    |                  |
| 2 | Das Unwetter      | Otto Meyer   | Detlef Müller | 5. Oktober 1965    |                  |
| Ulrich erwartet Besuch von ehemaligen Klassenkameraden aus Stuttgart. Doch wegen eines Unwetters kann die Maschine nicht starten. Was tun mit dem vorbereiteten Essen? Susanne feiert derweil im gegenüberliegenden Haus gemeinsam mit ihren Verehrern Dietrich und „Archimedes“ und anderen Gästen eine Party. Episodendarsteller (Auswahl): Thomas Danneberg (als Dietrich), Wolfgang Lichtenstein (als „Archimedes“) |                   |              |               |                    |                  |
| 3 | Der Diebstahl     | Otto Meyer   | Detlef Müller | 19. Oktober 1965   |                  |
| Aus einem Kiosk wurden Bonbons gestohlen. Ein bei den Klassenkameraden mäßig beliebter Schüler bezichtigt sich selber des Diebstahls und bringt am nächsten Tag kartonweise Süßigkeiten in die Schule mit. Doch Ulrich zweifelt an der Täterschaft und lässt seinem detektivischen Gespür freien Lauf. Episodendarsteller (Auswahl): Herbert Weißbach (als Kioskbesitzer Passelmann), Charlotte Radspieler (als Frau Hellberg), Hermann Wagner (als Schuldirektor), Otto Sommer (als Pedell Krause) |                   |              |               |                    |                  |
| 4 | Der Ausflug       | Otto Meyer   | Detlef Müller | 2. November 1965   |                  |
| Frau Janitz lädt Ulrich und Ruth sowie Herrn Ziermann in ihr Wochenendhäuschen am Wannsee ein. Während die Damen die Bekanntschaft mit dem Sänger Hans Holler machen, verirren sich Ulrich und Ziermann auf der Suche nach dem Häuschen und landen auf dem Grundstück der Hollers. Dessen Frau glaubt, es mit Einbrechern zu tun zu haben und alarmiert die Polizei. Episodendarsteller (Auswahl): Kurt Mühlhardt (als Hans Holler), Siegrid Hackenberg (als Vera Holler), Gerhard Hartig (als Artur), Reinhold Bernt (als "Admiral Nelson") |                   |              |               |                    |                  |
| 5 | Ruhiger Montag    | Otto Meyer   | Detlef Müller | 16. November 1965  |                  |
| Die Kneipe bleibt am Montag Abend geschlossen, da Janitzens ausgehen. Sie erlauben Ruth, im Lokal fernzusehen. Plötzlich steht eine Reisegruppe aus Mainz vor der Tür. Ruth bringt es nicht übers Herz, die Leute wieder wegzuschicken. Also müssen Schulzens mit Unterstützung von Herrn Ziermann den Laden schmeißen. Episodendarsteller (Auswahl): Rolf Braun (als Reiseleiter), Emmy Burg (als Mitglied der Reisegesellschaft), Dieter Kursawe (als Kneipengast) |                   |              |               |                    |                  |
| 6 | Der Schlüssel     | Otto Meyer   | Detlef Müller | 30. November 1965  |                  |
| Christian lernt die junge Karla kennen, die in seinem Taxi ein Schlüsselbund liegen lässt. Nach einem Streit mit seinem Vater verlässt Christian die elterliche Wohnung und quartiert sich bei Onkel Arno ein. Inzwischen taucht Karla auf der Suche nach dem Schlüssel bei Schulzens auf, da Christian ihr seine Adresse gegeben hatte. Episodendarsteller (Auswahl): Evelyn Gressmann (als Karla Betke), Günter Glaser (als Taxiunternehmer), Ruth Nimbach (als Frl. Haase) |                   |              |               |                    |                  |
| 7 | Die Spende        | Otto Meyer   | Detlef Müller | 14. Dezember 1965  |                  |
| Ulrich erhält den Auftrag, für eine Spende in Höhe von 1000 D-Mark einen geeigneten Empfänger zu finden. Dabei gerät er mit Herrn Janitz an den verarmten Kunstmaler Siebert. Doch diesen davon zu überzeugen, dass er der richtige Adressat sei, erweist sich als äußerst schwierig. Ulrich versucht es mit einem Trick, doch der Schwindel fliegt auf. Episodendarsteller (Auswahl): Erhart Stettner (als Kunstmaler Siebert), Oscar Sabo jun. (als Glasermeister Grasshoff), Hermann Wagner (als Schuldirektor) |                   |              |               |                    |                  |
| 8 | Die Vertretung    | Otto Meyer   | Detlef Müller | 28. Dezember 1965  |                  |
| Ulrich hat Gelbsucht, daher übernimmt die junge Lehrerin Berger seine Klasse. Da sie bei den Schülern äußerst beliebt ist und diese bessere Noten schreiben, beginnt Ulrich an seinen Fähigkeiten als Pädagoge zu zweifeln. Doch dann kommt er einem genialen Trick der Schüler auf die Spur. Susanne wird derweil weiterhin von ihren Verehrern Dietrich und „Archimedes“ umschwärmt. Episodendarsteller (Auswahl): Sabine Bethmann (als Fräulein Berger), Thomas Danneberg (als Dietrich), Wolfgang Lichtenstein (als Archimedes), Otto Sommer (als Pedell Krause)                                                                                               |                   |              |               |                    |                  |
| 9 | Der Besuch        | Otto Meyer   | Detlef Müller | 12. Januar 1966    |                  |
| Ruths Tante Hedwig, eine Dame mit festen Prinzipien, kündigt ihren Besuch an. Sie wirbelt den beschaulichen Alltag der Familie Schulz erheblich durcheinander und findet in Herrn Ziermann einen großen Verehrer. Doch trotz aller Widrigkeiten gelingt es ihr immerhin, die bröckelnde Beziehung zwischen Christian und Karla zu kitten. Episodendarsteller (Auswahl): Agnes Windeck (als Tante Hedwig), Evelyn Gressmann (als Karla Betke) |                   |              |               |                    |                  |
| 10 | Das Jubiläum      | Otto Meyer   | Detlef Müller | 26. Januar 1966    |                  |
| Ulrich hat 25-jähriges Dienstjubiläum. Seine Frau möchte ihn mit einem Leuchtglobus überraschen, doch die Finanzierung bringt Probleme. Noch größere Schwierigkeiten entstehen allerdings, als Frau Janitz Ruth finanzielle Unterstützung beim Kauf anbietet. Ein Problem anderer Art hat Ricky. Er ist stolzer Besitzer eines Hundewelpen geworden, allerdings weiß seine Familie nichts davon. Episodendarsteller (Auswahl): Herbert Knippenberg (als Kohlenhändler Schlattke), Ruth Nimbach (als Frl. Haase), Martin Rosen (als Rentner im Park), Manfred Grote (als Polizist)                                                                                  |                   |              |               |                    |                  |
| 11 | Sorgen um Norbert | Helmut Weiss | Detlef Müller | 9. Februar 1966    |                  |
| Norbert Lange ist ein neuer Schüler in Ulrichs Klasse. Eines Tages taucht die Kriminalpolizei in der Schule auf, da man Norberts Schultasche auf einem Schrottplatz gefunden hat. Ulrich sucht dessen Mutter auf und stellt fest, dass der Junge zwar keine materielle Not leidet, es ihm jedoch an Elternliebe mangelt. Als Familie Schulz sich des Jungen annimmt, werden die Probleme noch größer. Episodendarsteller (Auswahl): Torsten Atrott (als Norbert Lange), Gretl Schörg (als Frau Lange), Alexa von Porembsky (als Kriminalbeamtin), Hermann Wagner (als Schuldirektor)                                                                               |                   |              |               |                    |                  |
| 12 | Jacqueline        | Helmut Weiss | Detlef Müller | 23. Februar 1966   |                  |
| Susanne ist im Rahmen eines Austauschprogramms in Paris, dafür wird Jacqueline, die Tochter von Susannes Gasteltern, bei Schulz’ erwartet. Bei den Eheleuten Janitz ist Feuer unterm Dach: Hertha vermutet, dass ihr Mann fremdgeht. Als sich gerade alles wieder einzurenken scheint, erscheint Jacqueline in der Kneipe. Prompt hält Hertha das Mädchen für Ottos Verhältnis. Episodendarsteller (Auswahl): Marianne Prenzel (als Elli), Dieter Kursawe (als Kneipengast) |                   |              |               |                    |                  |
| 13 | Jugendstreiche    | Helmut Weiss | Detlef Müller | 9. März 1966       |                  |
| Nun klappt es endlich mit dem Besuch von Ulrichs alten Klassenkameraden. Man lacht über frühere Jugendstreiche, besonders über einen, den Ulrich seinerzeit ausgeführt hat. Am nächsten Morgen ist genau dieser Streich in Ulrichs Schule Realität geworden. Hat der frühere Schüler und heutige Lehrer noch einmal zugeschlagen? Episodendarsteller (Auswahl): Martin Berliner (als Dr. Lampert), Heinz Spitzner, Kurt Pratsch-Kaufmann, Bruno W. Pantel, Eric Vaessen, Rolf Weih, Manfred Meurer (als Ulrichs Klassenkameraden) |                   |              |               |                    |                  |
| 14 | Der tolle Wagen   | Helmut Weiss | Detlef Müller | 23. März 1966      |                  |
| Familie Schulz will sich ein Auto kaufen. Doch zunächst muss Ulrich den Führerschein machen, fällt aber bei der Prüfung durch. Herr Ziermann wandelt inzwischen auf Freiersfüßen und macht Frau Puhlke einen Heiratsantrag. Allerdings muss er die Erfahrung machen, dass Heiraten mindestens so kompliziert ist wie eine Führerscheinprüfung. Episodendarsteller (Auswahl): Hans Nitschke (als Fahrlehrer) |                   |              |               |                    |                  |
| 15 | Die Aufführung    | Helmut Weiss | Detlef Müller | 6. April 1966      |                  |
| Ulrich übt mit seiner Klasse ein Theaterstück ein. Als der Hauptdarsteller ausfällt, muss Ricky kurzfristig einspringen. Im Hause Schulz herrscht zur Zeit dicke Luft, die einem Drama alle Ehre machen würde. Ricky hat in den Privatsachen seines Bruders geschnüffelt und ihn damit vor Jacqueline in eine peinliche Situation gebracht, die er seit ihrer Ankunft verehrt. Seine Beziehung zu Karla ist mittlerweile beendet. Episodendarsteller (Auswahl): Erwin Klietsch (als Herr Mahlsberg), Hermann Wagner (als Schuldirektor), Otto Sommer (als Pedell Krause)                                                                                           |                   |              |               |                    |                  |
| 16 | Ehesorgen         | Helmut Weiss | Detlef Müller | 20. April 1966     |                  |
| Herr Ziermann muss feststellen, dass das Zusammenleben mit einer Frau nicht immer ein Zuckerschlecken ist. In seiner Not sucht er Rat bei Ulrich und Ruth. Doch bei Schulz’ hängt zur Zeit mal wieder der Haussegen schief: Ruth möchte halbtags arbeiten gehen, Ulrich ist strikt dagegen. Herr Ziermann und Frau Puhlke geben sich schließlich das Ja-Wort. Episodendarsteller (Auswahl): Thea Thiele (als Inge), Walter Fein (als Standesbeamter) |                   |              |               |                    |                  |
| 17 | Das Pflegekind    | Helmut Weiss | Detlef Müller | 4. Mai 1966        |                  |
| Familie Schulz hat im Lotto fast 2500 D-Mark gewonnen. Doch Ulrich hat nicht nur vergessen, den Tippschein abzugeben, er muss gestehen, dass er nie einen einzigen Schein abgegeben hat, obwohl Frau und Kinder ihm regelmäßig anteilig Geld gegeben haben. Ein vorübergehend bei Schulz’ untergebrachtes Kleinkind strapaziert zusätzlich die Nerven aller Beteiligten. Episodendarsteller (Auswahl): Adolf von Wyhl (als Schulrat), Hermann Wagner (als Schuldirektor), Otto Sommer (als Pedell Krause) |                   |              |               |                    |                  |
| 18 | Patienten         | Helmut Weiss | Detlef Müller | 18. Mai 1966       |                  |
| Ricky gibt vor krank zu sein, der Arzt durchschaut das Täuschungsmanöver. Dann erwischt den Schulz-Sohn doch eine dicke Erkältung, was zur Folge hat, dass Susanne, die für kurze Zeit wieder zu Haue ist, sich in den Arzt Dr. Martin verliebt. Das wiederum schlägt Ulrich erheblich auf den Magen. Episodendarsteller (Auswahl): Alexander Grill (als Dr. Kurt Martin) |                   |              |               |                    |                  |
| 19 | Die Kur           | Helmut Weiss | Detlef Müller | 1. Juni 1966       |                  |
| Ruth ist nach Hannover geflogen, um die Eltern von Dr. Martin kennenzulernen, der sich mit Susanne verlobt hat. Dafür hat sich Tante Hedwig wieder einmal für ein paar Tage bei den Schulzens einquartiert. Als erstes verordnet sie den Männern eine Weizenschrotkur. Da niemand Zeit hat, sich um Hedwig zu kümmern, engagiert Christian seinen alten Freund Ambrosius, um die alte Dame zu unterhalten. Episodendarsteller (Auswahl): Agnes Windeck (als Tante Hedwig), Horst Schultheis (als Ambrosius) |                   |              |               |                    |                  |
| 20 | Die Entscheidung  | Helmut Weiss | Detlef Müller | 15. Juni 1966      |                  |
| Christian und Jacqueline finden zusammen. Ulrich steht vor der Frage, ob er seinen Lehrerberuf aufgeben und die Geschäftsführung einer Hotelkette übernehmen soll, die seiner verwitweten Cousine gehört. Er würde es gerne sehen, wenn auch Onkel Arno mitkäme, doch der mag sich nicht von seinen Affen trennen. Ein Gespräch mit Pedell Krause bestärkt Ulrich in seiner Absicht, die Stellung anzunehmen, doch dann organisieren die Schüler eine spontane Sympathiekundgebung für ihren Lehrer. Letztendlich bleibt offen, ob Ulrich die Schule verlässt oder nicht. Episodendarsteller (Auswahl): Willi Lenz (als Tierarzt), Otto Sommer (als Pedell Krause) |                   |              |               |                    |                  |